# Бободол
Бободол је насељено мјесто у сјеверној Далмацији. Припада општини Промина у Шибенско-книнској жупанији, Република Хрватска.

## Географија
Смјештен је између планине Промине и ријеке Крке. Припада му и заселак Марасовине на Крки. Налази се око 5 км сјевероисточно од Оклаја.

## Историја
Насеље се до територијалне реорганизације у Хрватској налазило у саставу некадашње велике општине Дрниш. Бободол се од распада Југославије до августа 1995. године налазио у Републици Српској Крајини.

## Становништво
Према попису из 1991. године насеље Бободол је имало 182 становника, међу којима је било 149 Срба, 30 Хрвата и 3 Југословена. Према попису становништва из 2001. године, Бободол је имао 20 становника. Према попису становништва из 2011. године, насеље Бободол је имало 23 становника. Срби живе у самом селу, док су Хрвати у удаљеном засеоку Марасовине и у Зелићима.
| Националност       | 1991. | 1981. | 1971. | 1961. |
| Срби               | 149   | 96    | 215   |       |
| Хрвати             | 30    | 33    | 70    |       |
| Југословени        | 3     | 55    | 3     |       |
| остали и непознато |       |       | 1     |       |
| Укупно             | 182   | 184   | 289   | 309   |

| Демографија | Демографија | Демографија |
| Година      | Становника  | Становника  |
| ----------- | ----------- | ----------- |
| 1961.       | 309         |             |
| 1971.       | 289         |             |
| 1981.       | 184         |             |
| 1991.       | 182         |             |
| 2001.       | 20          |             |
| 2011.       |             | 23          |

### Презимена
- Врањеш — Православци, славе Св. Стефана
- Јанковић — Православци, славе Св. Јована
- Јелинић — Православци, славе Св. Јована